# James Sherman
James Schoolcraft Sherman (ur. 24 października 1855 w Utica w stanie Nowy Jork, zm. 30 października 1912 w Utica) – amerykański polityk, działacz Partii Republikańskiej, 27. wiceprezydent Stanów Zjednoczonych.
W 1878 ukończył prawo w Hamilton College. W 1884 został burmistrzem Utica. W latach 1887–1909 zasiadał w Izbie Reprezentantów Stanów Zjednoczonych. Został wyznaczony jako kandydat Partii Republikańskiej na wiceprezydenta przy kandydującym na prezydenta Wiliamie Tafcie w 1908.
Po zwycięstwie wyborczym sprawował od 4 marca 1909 urząd wiceprezydenta, zmarł w trakcie kadencji, 6 dni przed wyborami w których razem z Prezydentem Taftem miał się ubiegać o 2 kadencję. Do dziś jest ostatnim wiceprezydentem zmarłym podczas sprawowania urzędu.